# Cancillería Federal (Austria)
La Cancillería Federal (en alemán: Bundeskanzleramt, pronunciado /bʊndəsˈkant͡slɐˌʔamt/ⓘ, abreviado BKA) es un departamento administrativo del Gobierno federal de Austria, encargado de los asuntos relacionados con la oficina del Canciller federal austriaco. La cancillería es también el nombre del edificio situado en Viena que aloja las oficinas del Canciller. Al igual que Downing Street, el Quai d'Orsay o La Moncloa, la dirección se ha convertido en una Sinécdoque del poder gubernamental.

## Historia
El edificio fue inaugurado inicialmente en 1719 como Geheime Hofkanzlei, acogiendo la sede de la Cancillería para asuntos exteriores del entonces Imperio austriaco. Desde 1867 y hasta la disolución del Imperio austrohúngaro en 1918, acogió la sede del Consejo de Ministros de Asuntos Exteriores conjunto de las coronas austriaca y húngara. Durante la crisis de julio de 1914, fue aquí donde se acordó la declaración de guerra contra Serbia que acabaría desencadenando la Primera Guerra Mundial.
Después de la creación de la Primera República de Austria, pasó a ser la oficina del Canciller austriaco. El 25 de julio de 1934 el canciller Engelbert Dollfuss fue asesinado en el edificio de la Cancillería por rebeldes nazis durante el llamado "Golpe de Julio". 
Después del Anschluss de Austria por la Alemania nazi, en 1938, Arthur Seyss-Inquart residió en la Ballhausplatz como Reichsstatthalter y jefe de Gobierno de "Ostmark" hasta su disolución por Hitler el 30 de abril de 1939. Durante la Segunda Guerra Mundial, fue la residencia de los gauleiter alemanes de Viena, y el edificio resultó gravemente dañado a consecuencia de los bombardeos aliados.
Hasta 1946 el edificio también acogió la sede del presidente federal de Austria.